# Lijst van films noirs
Dit is een lijst van proto, klassieke en post/neo films noirs:

## 1940
- The Letter
- Rebecca
- Stranger on the Third Floor
- They Drive by Night

## 1941
- High Sierra
- The Maltese Falcon
- Man Hunt
- The Shanghai Gesture
- Strange Alibi

## 1942
- Cat People
- Escape from Crime
- The Glass Key
- Hatter's Castle
- I Wake Up Screaming
- Johnny Eager
- Moontide
- This Gun for Hire
- Street of Chance

## 1943
- The Fallen Sparrow
- Hangmen Also Die!
- Journey into Fear
- The Seventh Victim
- Shadow of a Doubt

## 1944
- Christmas Holiday
- Dark Waters
- Double Indemnity
- Gaslight
- Laura
- The Lodger
- The Mask of Dimitrios
- Ministry of Fear
- Phantom Lady

## 1945
- Bewitched
- Conflict
- Cornered
- Detour
- Fallen Angel
- Hangover Square
- The House on 92nd Street
- Leave Her to Heaven
- Mildred Pierce
- My Name Is Julia Ross
- Scarlet Street
- The Spiral Staircase
- The Strange Affair of Uncle Harry
- Strange Illusion
- The Woman in the Window

## 1946
- The Big Sleep
- Black Angel
- The Chase
- The Dark Corner
- The Dark Mirror
- Decoy
- Deadline at Dawn
- Gilda
- The Killers
- The Locket
- Notorious
- The Postman Always Rings Twice
- Shock
- So Dark the Night
- Somewhere in the Night
- Strange Impersonation
- The Strange Love of Martha Ivers
- The Strange Woman
- The Stranger
- Whistle Stop

## 1947
- Born to Kill
- The Blue Dahlia
- The Brasher Doubloon
- Brute Force
- Crossfire
- Desert Fury
- The Guilty
- I Was a Communist for the FBI
- Kiss of Death
- The Man I Love
- Nightmare Alley
- Out of the Past
- Possessed
- Railroaded
- Red House
- Ride the Pink Horse
- T-Men

## 1948
- Act of Violence
- The Amazing Mr. X
- Behind Locked Doors
- The Big Clock
- Bodyguard
- Blonde Ice
- Canon City
- Cry of the City
- Force of Evil
- He Walked by Night
- Hollow Triumph (of The Scar)
- I Walk Alone
- I Wouldn't Be in Your Shoes
- The Lady from Shanghai
- Moonrise
- The Naked City
- Night Has a Thousand Eyes
- Pitfall
- Raw Deal
- Road House
- Shed No Tears
- So Evil My Love
- Sorry, Wrong Number
- Station West
- Street with No Name
- The Velvet Touch

## 1949
- The Big Steal
- Border Incident
- The Bribe
- Caught
- Criss Cross
- The Reckless Moment
- Reign of Terror (of The Black Book)
- The Set-Up
- Tension
- The Third Man
- Too Late for Tears
- White Heat
- Whirlpool

## 1950
- Armored Car Robbery
- The Asphalt Jungle
- Dark City
- D.O.A.
- The File on Thelma Jordon
- Gun Crazy
- Highway 301
- House by the River
- In a Lonely Place
- The Killer That Stalked New York
- Night and the City
- One Way Street
- Side Street
- Sunset Boulevard
- Where Danger Lives
- Where the Sidewalk Ends
- 711 Ocean Drive

## 1951
- Ace in the Hole
- Appointment with Danger
- His Kind of Woman
- The Mob
- No Questions Asked
- The Racket
- Roadblock
- Two of a Kind

## 1952
- Affair in Trinidad
- The Bad and the Beautiful
- Clash by Night
- The Captive City
- Macao
- On Dangerous Ground
- The Turning Point

## 1953
- Angel Face
- The Big Heat
- The Blue Gardenia
- City That Never Sleeps
- Code Two
- The Hitch-Hiker
- I, the Jury
- Niagara
- Pickup on South Street
- 99 River Street

## 1954
- Betrayed
- Black Widow
- Crime Wave
- Cry Vengeance
- Drive a Crooked Road
- Human Desire
- Private Hell 36
- Pushover

## 1955
- The Big Combo
- The Big Knife
- Illegal
- Killer's Kiss
- Kiss Me Deadly
- Murder Is My Beat
- New York Confidential
- The Night of the Hunter
- 5 Against the House

## 1956
- Beyond a Resonable Doubt
- The Harder They Fall
- The Killing
- Miami Exposé
- Time Table
- While the City Sleeps

## 1957
- The Brothers Rico
- The Burglar
- Crime of Passion
- The Night Runner
- Nightfall
- Sweet Smell of Success

## 1958
- Murder by Contract
- Never Love a Stranger
- Touch of Evil
- Vertigo

## Proto Noir
- Das Cabinet des Dr. Caligari (1920)
- Dr. Mabuse, der Spieler (1922)
- A House Divided (1931)
- Le jour se lève (1939)
- The Kiss Before the Mirror (1933)
- Laughter in Hell (1933)
- Little Caesar (1931)
- M (1931)
- Nosferatu (1922)
- The 39 Steps (1935)
- The Public Enemy (1931)
- The Roaring Twenties (1939)

## Noir Crossovers metWestern
- Colorado Territory (1949)
- The Furies (1950)
- Johnny Guitar (1954)
- Pursued (1947)
- Rancho Notorious (1952)

## (Post/Neo) Noir Crossovers metComedy
- Destiny (2006)
- Kiss Kiss Bang Bang (2005)
- Monsieur Verdoux (1947)
- The Nice Guys (2016)
- Unfaithfully Yours (1948)

## Post/Neo Noir Crossovers metSciencefiction(zg.Tech Noir)
- Blade Runner (1982)
- Blade Runner 2049 (2017)
- Dark City (1998)
- The Matrix (1999)
- Minority Report (2002)
- The Rocketeer (1991)

## Overzicht bekende Post/Neo Noir-films
- Aardwolf (1982)
- Ain't Them Bodies Saints (2013)
- Der amerikanische Freund (1977)
- Ask the Dust (2005)
- Atlantic City (1980)
- El Aura (2005)
- Before the Devil Knows You're Dead (2007)
- The Black Dahlia (2006)
- Blood Simple (1983)
- Blue Velvet
- Body Heat (1981)
- Bound (1996)
- Brick (2005)
- Chinatown (1974)
- Dead Men Don't Wear Plaid (1982)
- Drive (2011)
- Fat City (1972)
- Klute (1971)
- L.A. Confidential (1997)
- The Last Seduction (1994)
- The Long Goodbye (1973)
- Lost Highway (1997)
- Lost River (2014)
- Lucky Number Slevin (2006)
- The Man Who Wasn't There (2001)
- Mulholland Drive (2001)
- Mulholland Falls (1996)
- The Neon Demon (2016)
- Night Moves (1975)
- Once upon a Time in America (1984)
- Play It Again, Sam
- Point Blank (1967)
- Reservoir Dogs (1992)
- Taxi Driver (1976)
- The Two Jakes (1990)
- Shanghai (2010)
- Under the Silver Lake (2018)
- A Simple Plan (1998)
- Sin City (2005)
- Sin City: A Dame to Kill For (2014)
- 13 Tzameti (2006)